# IMAM
«Сосьета анонима индустрие мекканиче э аэронавтиче Меридионали» (итал. S.A. Industrie Mechaniche e Auranavtice Meredionale — акроним IMAM или дословно Южная авиастроительная компания) — итальянская авиастроительная компания созданная в 1923 году на базе вагоностроительной фирмы Officine Ferroviarie Meridionali. IMAM производила самолёты как гражданские, так и для военных. Её самолёты принимали участие во Второй мировой войне.

## История
Компания IMAM была организована на базе вагоностроительной фирмы Officine Ferroviarie Meridionali, владельцем обеих компаний являлся инженер и промышленник Никола Ромео, владелец итальянской автомобильной компании Alfa Romeo.
Для создания своих первых самолётов в 1925 году была куплена лицензия на производство популярного в 1920-е годы биплана Fokker C.V-E. В Италии своя версия самолёта выпускалась под обозначением IMAM Ro.1. Чуть позже появилась более совершенная модификация Ro.1bis. Эти самолёты оснащались двигателями Alfa Romeo Jupiter. Следующим был самолёт Ro.10, лицензионный пассажирский Fokker F.VII.
В дальнейшем появились другие самолёты марки IMAM, такие как: учебно-тренировочные Ro.37, гидропланы Ro.43 и Ro.44. В конце 1930-х была построена небольшая партия двухмоторных истребителей и пикирующих бомбардировщиков Ro.57, а также связного самолёта Ro.63, во многом сходного с немецким Fieseler Fi 156 «Шторьх». В годы Второй мировой войны компания поставляла свои самолёты для ВВС и ВМФ Королевства Италии. До войны часть самолётов продавалась в Испанию и США.
После окончания Второй мировой войны компания отошла группе компаний Finmeccanica, была переименована в Aerfer и продолжила создание самолётов, на этот раз уже реактивных для армии. Однако большинство их осталось в прототипах.

## Самолёты IMAM
- IMAM Ro.1
- IMAM Ro.1bis
- IMAM Ro.5
- IMAM Ro.10
- IMAM Ro.30
- IMAM Ro.37 Lince
- IMAM Ro.41
- IMAM Ro.43
- IMAM Ro.44 Octopus
- IMAM Ro.45
- IMAM Ro.51
- IMAM Ro.57
- IMAM Ro.58
- IMAM Ro.63

## Галерея

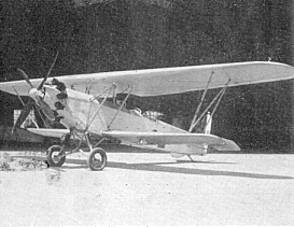
IMAM (Romeo Ro.1)
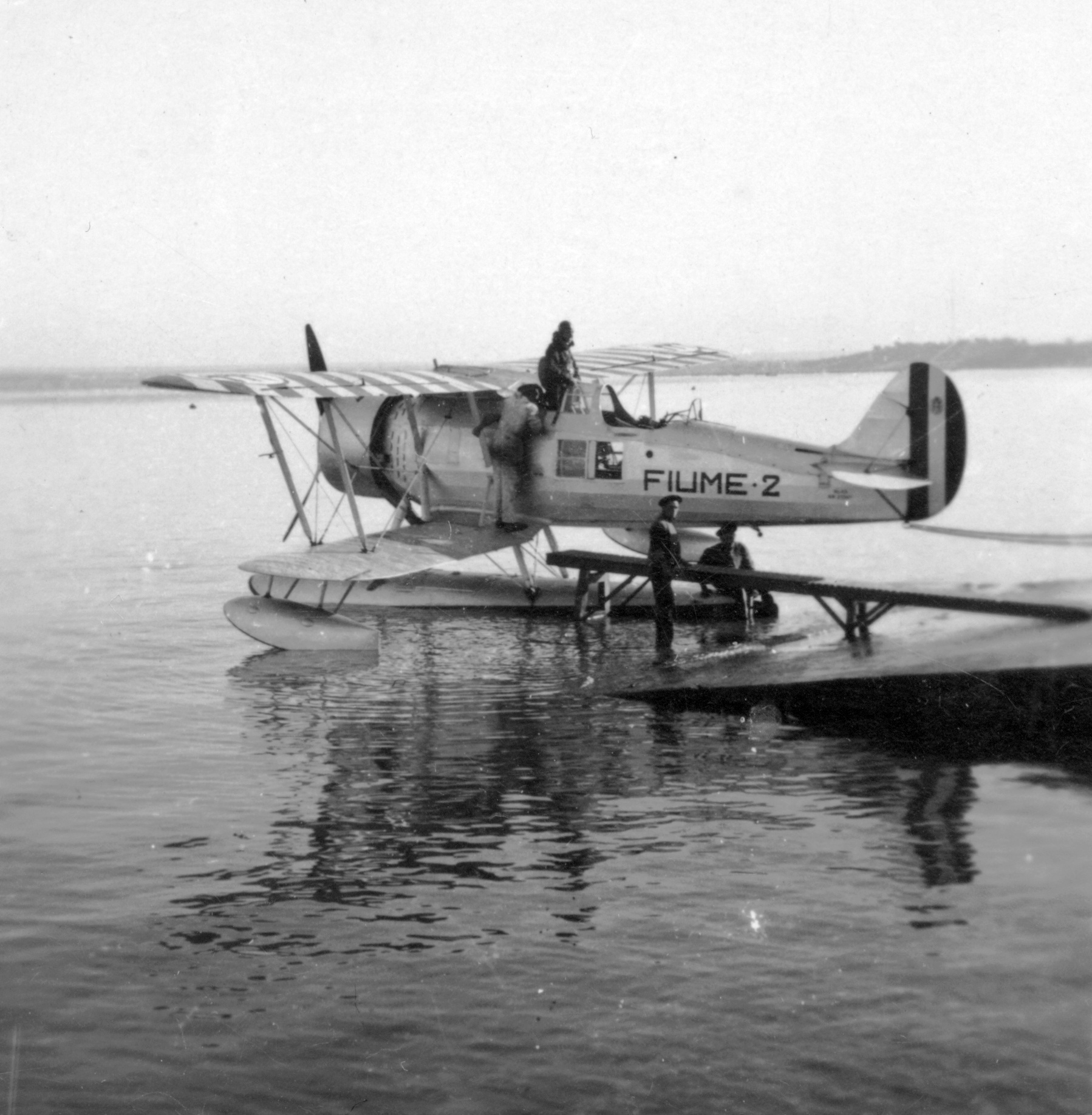
IMAM Ro.43
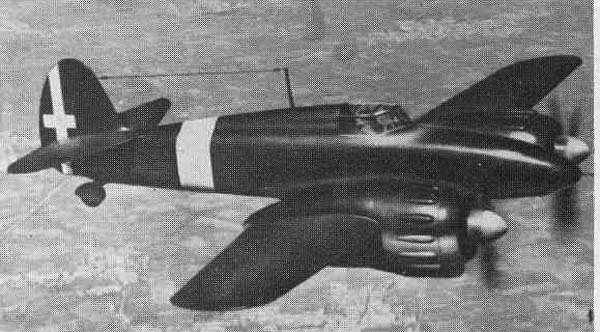
IMAM Ro.57
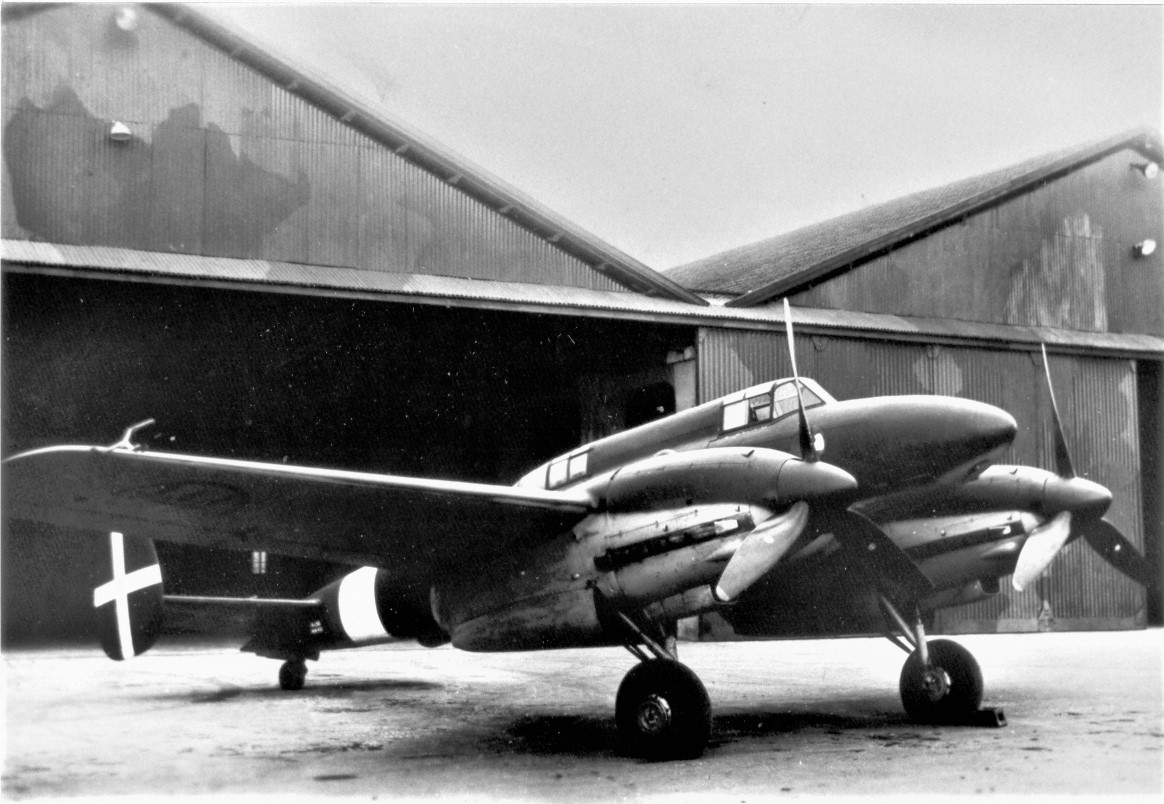
IMAM Ro.58
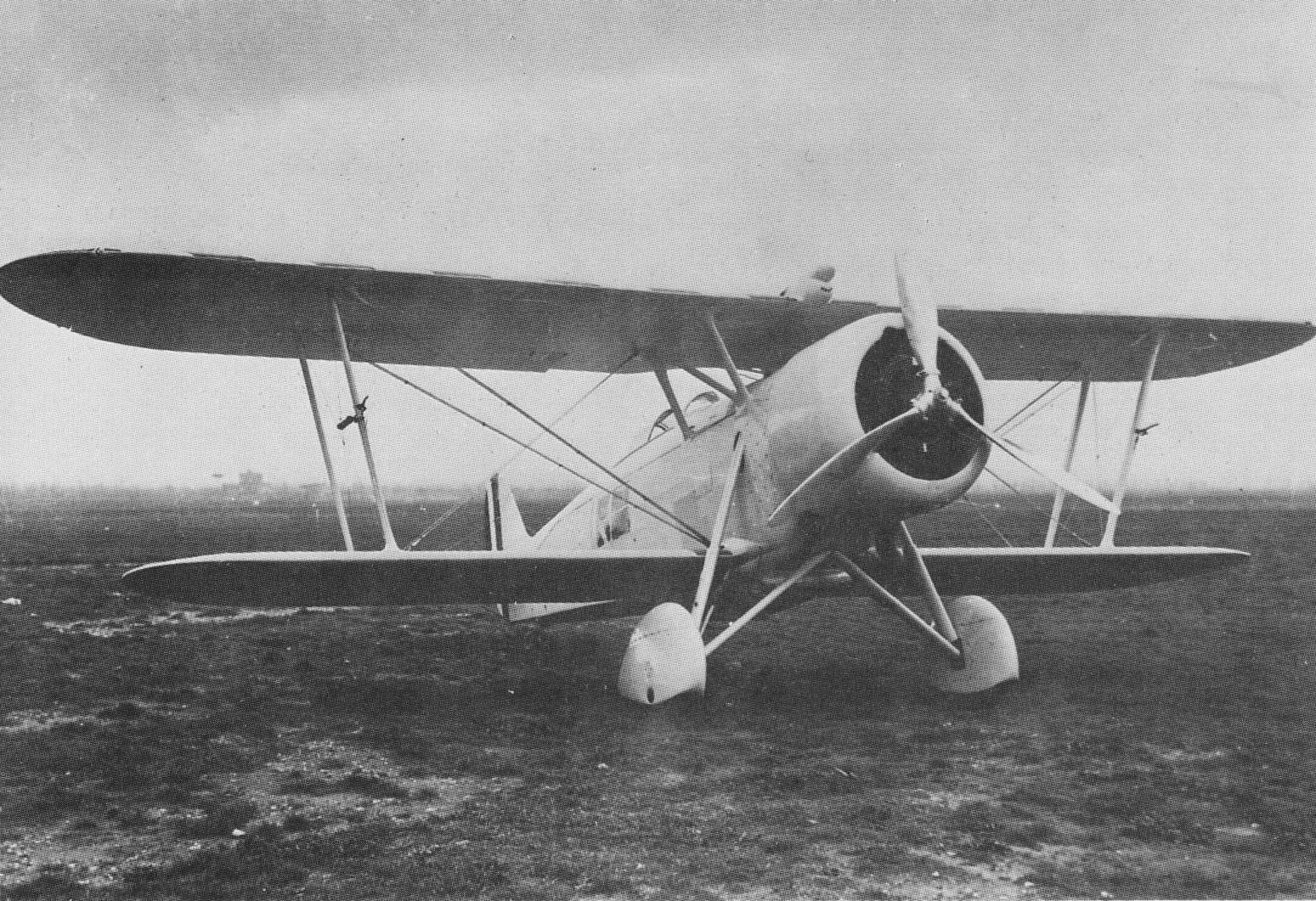
IMAM Ro.37
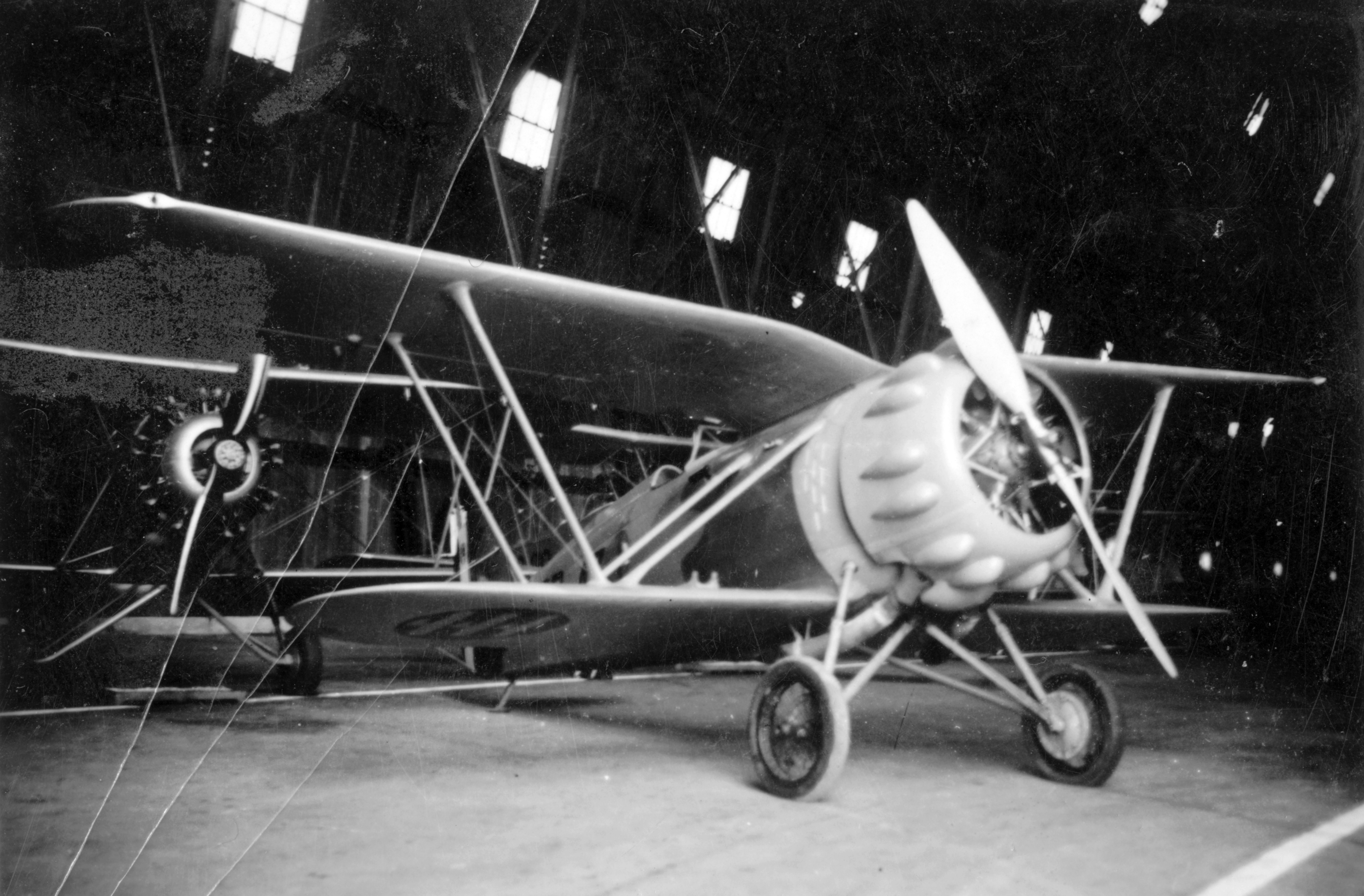
IMAM Ro.41
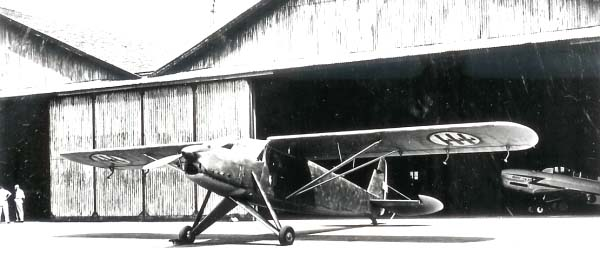
IMAM Ro.63